# 白雪公主 (2025年電影)
《白雪公主》（英語：Disney's Snow White，或簡稱）是一部2025年美國歌舞奇幻片，由馬克·偉柏執導，艾琳·克莉希達·威爾森編劇，瑞秋·曾格勒及蓋兒·加朵主演。該片由華特迪士尼影業和馬克·普拉特製片公司製作，改編自格林兄弟創作的同名童話故事，也是1937年電影《白雪公主》的真人重拍電影。電影講述純潔的白雪公主與七個小矮人聯手強盜強納森（Jonathan），將她的王國從殘忍美麗的繼母手中解放的故事。
《白雪公主》2025年3月12日於西班牙塞哥维亚城堡首映，2025年3月21日在美國院線上映。本片自選角階段以來便備受爭議，主因在於片方選擇拉丁裔的曾格勒飾演白雪公主以及七個小矮人的選角。

## 劇情
在一個和平的王國裡，國王與王后在暴風雪中倖存，並誕下一名女兒，取名為白雪公主。他們將她撫養成一位公正而仁慈的統治者。然而，王后因病去世後，國王迎娶了一位來自遙遠國度的女子。這位新王后警告國王即將有敵軍來襲，促使國王率軍離去以阻止這場戰爭。然而，在國王離開後，新王后露出她虛榮且邪惡的真面目。
多年後，王國在苛捐重稅的壓迫下淪為一片荒涼，百姓生活困苦。白雪公主如今已長大成人，卻被貶為廚房女僕。邪惡的王后以美貌為傲，從魔鏡口中得知，如今白雪公主才是世上最美麗的女子。此時，白雪公主結識了一位名叫喬納森的英俊盜賊，他潛入王宮的糧倉為自己與同伴們偷取食物。白雪公主憐憫他的處境，允許他帶走一些食物。
白雪公主請求繼母善待百姓，但王后卻漠不關心。在白雪公主離開後，王后因嫉妒她的美貌，命令獵人將她帶入森林處決，並將她的心裝入鑲寶石的盒子中帶回。然而，獵人憐憫白雪公主，選擇警告她王后的惡毒計謀。白雪公主驚恐萬分，倉皇逃入森林，在那裡遇見了一群善良的動物，牠們將她引領至一座隱秘的小屋。
白雪公主並不知道，這座小屋的主人是七個小矮人：博學（Doc）、暴躁（Grumpy）、害羞（Bashful）、瞌睡（Sleepy）、噴嚏（Sneezy）、快樂（Happy）和糊塗（Dopey）。他們白天在鑽石礦坑裡辛勤工作，回家後卻發現白雪公主睡在他們的床上。當她訴說自己的遭遇後，小矮人們對她心生憐憫，願意收留她。得知白雪公主仍然活著後，王后大怒，懲罰了獵人，並躲入她的密室。她施展黑魔法，變成一位年邁的老婦人，製作了一顆蘊含「沉睡之死」詛咒的毒蘋果。
一天，當小矮人們離家工作後，王后找到了這間小屋，欺騙白雪公主吃下毒蘋果。在白雪公主陷入沉睡前，王后得意地向她透露，自己早已殺死了她的父王，隨後便回到城堡。傍晚，小矮人們歸來，發現白雪公主已經倒下，陷入沉睡。
不久後，喬納森前來探望，為了感謝白雪公主讓他重新燃起對王國的希望，他親吻了她。白雪公主在吻中甦醒，隨即號召小矮人以及喬納森的盜賊夥伴們，發動推翻邪惡王后的戰爭。
當小矮人、盜賊與百姓們與王宮的守衛展開激戰時，魔鏡告訴王后，白雪公主之所以是世上最美麗的人，正是因為她的仁慈與正義。憤怒的王后闖入密室，憤恨地毀掉魔鏡，卻發現自己的身體逐漸變成玻璃，並被一股漩渦吸入鏡中——原來，她所有的力量皆來自魔鏡。魔鏡隨後自我修復，將她永遠囚禁其中。
最終，王國舉行了盛大的慶典，白雪公主被正式加冕為新任女王，以仁愛與正義治理國家。她與喬納森喜結連理，攜手共創和平繁榮的未來。

## 演員
- 瑞秋·曾格勒飾演白雪公主
- 蓋兒·加朵飾演壞王后（英语：Evil Queen (Disney)）
- 安德魯·伯納普飾演強納森（Jonathan）
- 安蘇·卡比亞（英语：Ansu Kabia）飾演獵人
- 帕特里克·佩奇（英语：Patrick Page）聲演魔鏡（Magic Mirror）
- 哈德里·福瑞澤飾演好國王（Good King）
- 洛丽娜·安德里亚（英语：Lorena Andrea）飾演好王后（Good Queen）
- 杜瓊娜·吉夫特（英语：Dujonna Gift）飾演瑪普爾（Maple）

### 七個小矮人
- 杰里米·斯威夫特（英语：Jeremy Swift）聲演萬事通
- 泰塔斯·伯傑斯（英语：Tituss Burgess）聲演害羞鬼
- 安德魯·巴特·費爾德曼（英语：Andrew Barth Feldman）聲演糊塗蛋
- 馬丁·科勒巴（英语：Martin Klebba）聲演愛生氣
- 傑森·克拉維茲（英语：Jason Kravits）聲演噴嚏精
- 喬治·薩拉薩爾（英语：George Salazar）聲演開心果
- 安迪·葛羅特勒申（Andy Grotelueschen）聲演瞌睡蟲

## 製作
2016年10月底，據報導，華特迪士尼影業正在製作《白雪公主》的真人重拍電影，艾琳·克莉希達·威爾森正在洽談擔任編劇。2019年5月，據報導馬克·偉柏正在洽談執導該片。2019年9月，確認偉柏執導該片，而克莉希達·威爾森確認編寫劇本。2021年5月，偉柏因與電視劇《超自然禁界》的日程安排衝突，《白雪公主》將在同年晚些時間才會開始製作。2021年6月，瑞秋·曾格勒簽約出演主角白雪公主。2021年11月，蓋兒·加朵加入演員陣容，飾演反派壞皇。

### 拍攝
主體拍攝原定2020年3月在英屬哥倫比亞省開始進行。然而受2019冠狀病毒病疫情影響，拍攝延期至2020年夏季或秋季進行。2021年6月，宣佈電影將於2022年開始拍攝。2021年8月，宣布電影將在英國進行拍攝。2022年3月，松林製片廠在拍攝期間發生了一場大火。2022年4月22日，加朵確認自己的戲份已殺青。

## 音樂
曾為2019年電影《阿拉丁》撰寫兩首新歌的巴塞克和保羅將為電影撰寫新歌。

## 發行
官方在2022年D23博覽會上宣布《白雪公主》將於2024年上映。2022年9月15日，電影美國上映日期公佈為2024年3月22日。2023年10月，電影宣告延期至2025年3月21日。

## 迴響

### 評價
根据評論匯總网站爛番茄汇总的263篇评论文章，39%的评论家给予该作正面评价，平均打分为5.2分（满分10分）。该网站总结的评论家共识是“《白雪公主》在電影中並不是一部讓人沮喪的作品，得益於瑞秋·曾格勒耀眼的明星表現，但它對原著的模糊處理以及一些笨拙的風格選擇，可能不會讓每個人都感到滿意。”

在Metacritic上，51位影評人共給予了50分的分數（滿分100分），這部電影獲得了「評價褒貶不一或一般」。
在IMDb平台上的评分亦显著偏低，平均得分位于1.8至2.2之间。其中，约78%的观众给予1星评价，差评数量超过3万条，评分甚至低于曾备受争议的影片《龍珠：全新進化》。

### 票房
| 上一届： 《無痛先生》 | 2025年美國週末票房冠軍 第12週 | 下一届： 《重裝制裁》 |
| 上一届： 《米奇17號》 | 2025年台北週末票房冠軍 第12週 | 下一届： 《重裝制裁》 |

## 爭議
本片在設計七個小矮人的角色設定與選角引起了外界爭議，曾飾演《冰與火之歌：權力遊戲》侏儒角色提利昂·蘭尼斯特的演員彼得·汀克萊傑接受美國演員暨作家、音樂家馬克·馬龍採訪時批評本片為「落後的故事」，稱道：「我绝对无意冒犯任何人，但当他们非常自豪地宣布选用一名拉丁裔女演员饰演白雪公主时，我确实有点吃惊，因为他们讲述的仍旧是《白雪公主与七个小矮人》的故事。你们退一步，好好审视一下自己的做法吧——这对我来说完全说不通。一方面你们似乎很进步，但另一方面，却依旧在讲述那个倒退到极点的故事：七个小矮人共同生活在一个山洞里。这到底算怎么回事？伙计们，你们究竟在干嘛？难道我过去站出来发声、努力倡导的那些东西，全都白费了吗？或许是我的声音还不够响亮吧。我不清楚到底是哪家电影公司，但他们对此竟然还非常自豪。我对那位女演员，以及所有相信自己做对了事情的人，都怀着由衷的尊重与喜爱。但说到底，我仍然想问一句：你们到底在干什么？」。迪士尼片方回應汀克萊傑的相關評論，聲稱為了避免強化原版動畫電影的刻板印象，在製作本片時除了對角色進行修正設計，還持續向諮詢侏儒症社區的成員尋求諮詢建議，另有許多侏儒症患者的演員批評汀克萊傑的言論，指謫後者不恰當地代表侏儒症說話，讓他們失去了扮演角色的機會。
2023年7月，公佈電影的製作片段，內容顯示電影對七個小矮人的角色進行重新設計，由一名患有侏儒症的演員和其他六名不同種族和性別的非侏儒症演員組成，而這些角色進行設計時被描繪為德國民間傳說裡的矮人，而非人類。迪士尼最初否認這些照片描繪了實際電影製作的報導，後來則證實製作期間確實描繪了製作過程，改用替身演員代替了主角。迪士尼片方重新設計角色的舉動遭受主流和社交媒體人士的抨擊，批評過分政治正確與導入覺醒文化，同時可能造成侏儒症演員被剝奪演出機會。
除了選角問題與政治正確議題以外，主演瑞秋·曾格勒針對《白雪公主》的評論也引起輿論爭論，瑞秋·曾格勒在2022年曾接受訪問，提及對於《白雪公主》真人版的看法，認為它不再與1937年的動畫版類似，更表示「白雪公主不會被王子拯救，她也不期盼真愛，而是希望成為一個『她能夠成為』的領導者。」，她指出在故事裡，她已離世的父親曾告訴她，如果能無畏、勇敢和忠於自己，她就能成為一個領導者。相關畫面分別在抖音與推特流傳轉發，但原先的受訪片段卻被配文寫下「好萊塢正在灌輸年輕女孩去討厭男性。除了《Barbie芭比》是反男性的女性主義宣傳工具，看起來新的《白雪公主》真人版也會是如此。」。相關畫面與言論報導引起爭議，部分網友留言批評「變成了同名稱卻不同故事情節的作品了」、「這和原本的『童話』有不小的差異。」認為這對於童年耳熟能詳的經典童話故事相差頗大。瑞秋·曾格勒更被媒體揭露過往在訪問期間批評1937年的原版動畫電影《白雪公主》劇情極度詭異，認為白馬王子是一個跟蹤狂，小時候看過一次就不想再看，直到拿到白雪公主這個角色才重新觀看1937年電影，此事讓好萊塢知名公關卡拉·斯佩特（英語：Carla Speight）受訪時表示迪士尼需要謹慎面對演員發表自我觀點這件事，稱這可能會對電影銷售產生重大影響，「畢竟迪士尼過去一直塑造成夢想成真的地方，但從未定義夢想該是什麼樣子，他們的演員也不應該如此」，指出瑞秋曾格勒並不像《小美人魚》的主角海莉·貝莉那樣認同自己演出的角色，令人感覺不尊重以前的版本。
針對真人改編版提出批評的，尚有1937年原版動畫電影製作總監大衛亨德之子，後者接受訪問時批評道：「這是個截然不同的概念，我完全無法苟同，我知道我父親和華特迪士尼也不會同意。我完全不同意這樣的新概念⋯⋯。迪士尼試圖利用一部在早年獲得如此成功的作品來進行創新改動是一件非常『丟臉』的事，他們現在的思想真的太過極端了。他們改動故事、改動了角色的處理方式，打造一種新的『政治正確』(woke) 要素，而我真的完全不喜歡。我覺得他們對於這些經典電影的作法這真的有點侮辱人⋯⋯完全不尊重迪士尼和我父親的付出⋯⋯我想華特迪士尼和他會氣到在九泉下不得安寧。」。
2023年10月27日，隨著電影的延期，迪士尼公佈了電影的第一張圖片，其中有齊格勒飾演白雪公主，旁邊七個小矮人都是使用CGI製作的角色。

## 外部連結
- 互联网电影数据库（IMDb）上《白雪公主》的资料（英文）
- 爛番茄上《白雪公主》的資料（英文）
- Metacritic上《白雪公主》的資料（英文）
- Box Office Mojo上《白雪公主》的資料（英文）
- AllMovie上《白雪公主》的资料（英文）
- 開眼電影網上《白雪公主》的資料（繁體中文）
- 豆瓣电影上《白雪公主》的資料 （简体中文）
- 时光网上《白雪公主》的資料（简体中文）